# Fusil de muralla

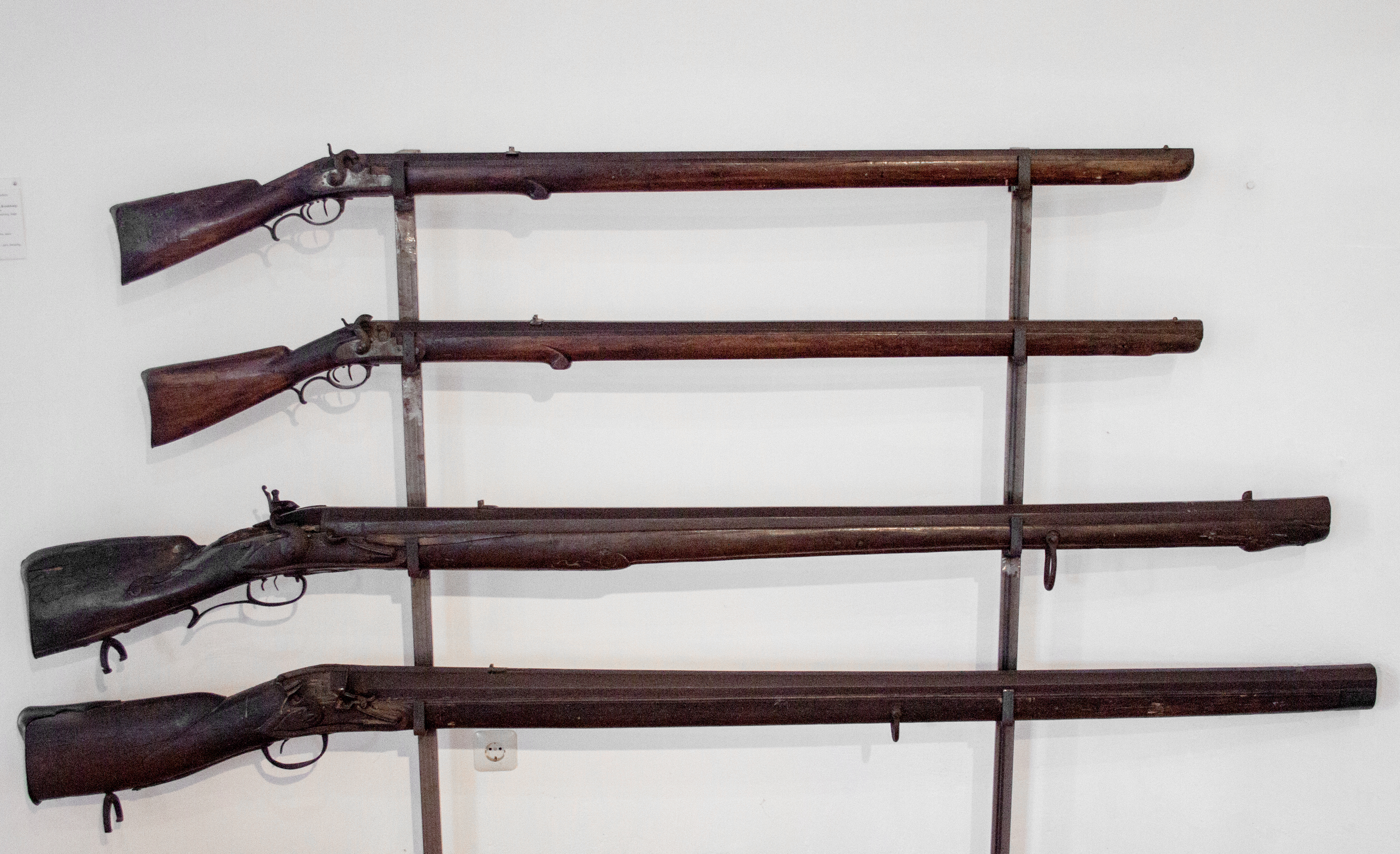
Fusiles de muralla (abajo) y mosquetes (arriba) alemanes.

Un fusil de muralla o fusil de parapeto era un tipo de arma de fuego de ánima lisa usado entre los siglos xvi y xviii por ejércitos defensores para impedir el avance de las tropas enemigas. Básicamente era una versión a escala mayor del mosquete reglamentario de la infantería que funcionaba siguiendo los mismos principios, pero con un calibre de hasta 25 mm. Estas armas llenaban el vacío existente de potencia de fuego entre los mosquetes y los obuses más ligeros de artillería, como los pedreros.

## Uso

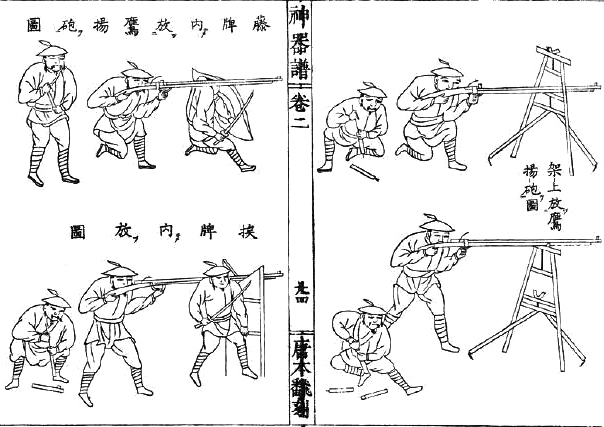
Arma de fuego de mecha larga que requiere una rótula, siglo, dinastía Ming

Los fusiles de muralla recibieron ese nombre porque se diseñaron para usarse desde las murallas de las fortificaciones. Contaban con un yugo en el punto de equilibrio, que se estrechaba a modo de pivote y que podía insertarse en varios encajes a lo largo de las murallas, lo que absorbía el retroceso del fusil y también proporcionaba una plataforma estable para disparar. En este sentido, se parecían mucho a una versión a menor escala de los pedreros. Muchos contaban con un afuste para amortiguar los golpes. Algunas de estas armas tenían varios cañones, que permitían disparar salvas mucho más rápido que un fusil de muralla normal de un solo tiro. Los fusiles de muralla también podían montarse en carros muy ligeros para usarse en el terreno, generalmente en apoyo de los cañones más grandes. También se utilizaban en pequeños buques de guerra.
El cañón de un fusil de muralla podía medir más de 140 cm de largo y tener un calibre de al menos 2,5 cm. Esto los hacía más precisos que los mosquetes de chispa o de llave de mecha. George Washington consiguió varios fusiles de muralla durante la guerra de Independencia de los Estados Unidos; se demostró que podían alcanzar un folio de papel a 550 m, pero, dado que este rendimiento es comparable al de un fusil de precisión moderno de calibre completo, estos resultados pueden ponerse en duda. Los fusiles de muralla formaban parte del equipo estándar de algunas piezas de artillería de la época.
Durante las guerras napoleónicas, se recortaron muchos de estos fusiles y se convirtieron en trabucos. Disparaban perdigones de plomo y eran utilizados por escuadrones de abordaje y cocheros, estos últimos para protegerse de los salteadores de caminos. Se conserva un ejemplar en Nueva Zelanda.
En 1819 se entregó al Ejército francés un fusil de muralla de retrocarga para defender las ciudades. Las versiones de llave de percusión mejoradas se introdujeron en 1831 y 1842, al igual que las versiones de avancarga. Se emplearon fusiles de muralla de cerrojo que disparaban cartuchos metálicos en la India y China a finales del siglo xix.

### Uso naval
Cuando el HMS Espoir capturó el corsario genovés Liguria el 7 de agosto de 1798, el capitán del Espoir, el comandante Loftus Otway Bland, catalogó el armamento del Liguria como: doce cañones largos de dieciocho libras, cuatro cañones largos de doce libras, diez cañones largos de seis libras, doce fusiles de muralla y cuatro pedreros. Aunque los fusiles de muralla tenían una dotación similar a la de los mosquetes, a menudo disponían de un yugo forjado para ayudar a sostener el arma y, en algunos casos, estaban estriados. Era raro que se mencionasen los fusiles de muralla en tales enumeraciones; se hablaba más de "pedreros".

## Fusiles de muralla asiáticos

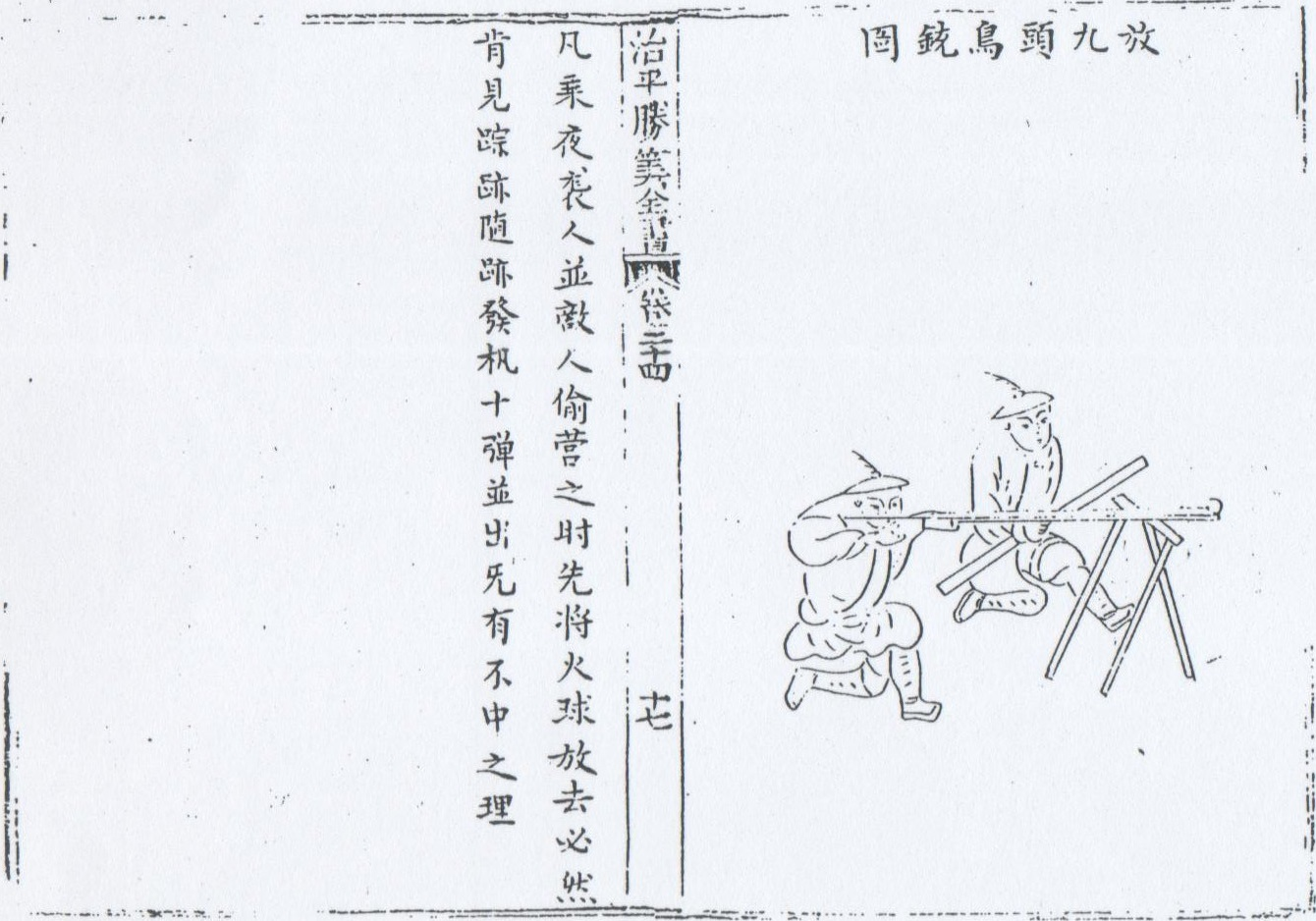
Un chino disparando un gingal.

En el Lejano Oriente, un jingal, gingal o gingall, del hindi janjal, era un tipo de fusil de llave de mecha grande, por lo general una pieza ligera montada en un eslabón giratorio. Disparaba balas de hierro de 3,18 cm de diámetro y se clasificaba como una especie de fusil de muralla, ya fuese por diseño o uso. A veces adoptaba la forma de un mosquete pesado que se disparaba desde una rótula y, por lo general, requería una tripulación de dos hombres. Los chinos utilizaron esta arma en el siglo xix, como los ejércitos de Taiping, las fuerzas imperiales durante las guerras del Opio y los rebeldes chinos en Hong Kong durante la guerra de los Seis Días de 1899.
Los fusiles de muralla se empezaron a usar en la India tan pronto como el siglo xvii y hay una fuente birmana de finales del siglo xv que menciona el uso de "cañones y mosquetes" por parte de los defensores de la ciudad sitiada de Prome. Hay ejemplares de fusiles de muralla posteriores con bípodes. Kipling menciona esta arma en su poema "The Grave of the Hundred Head" ("La tumba de los cien muertos").

## Galería

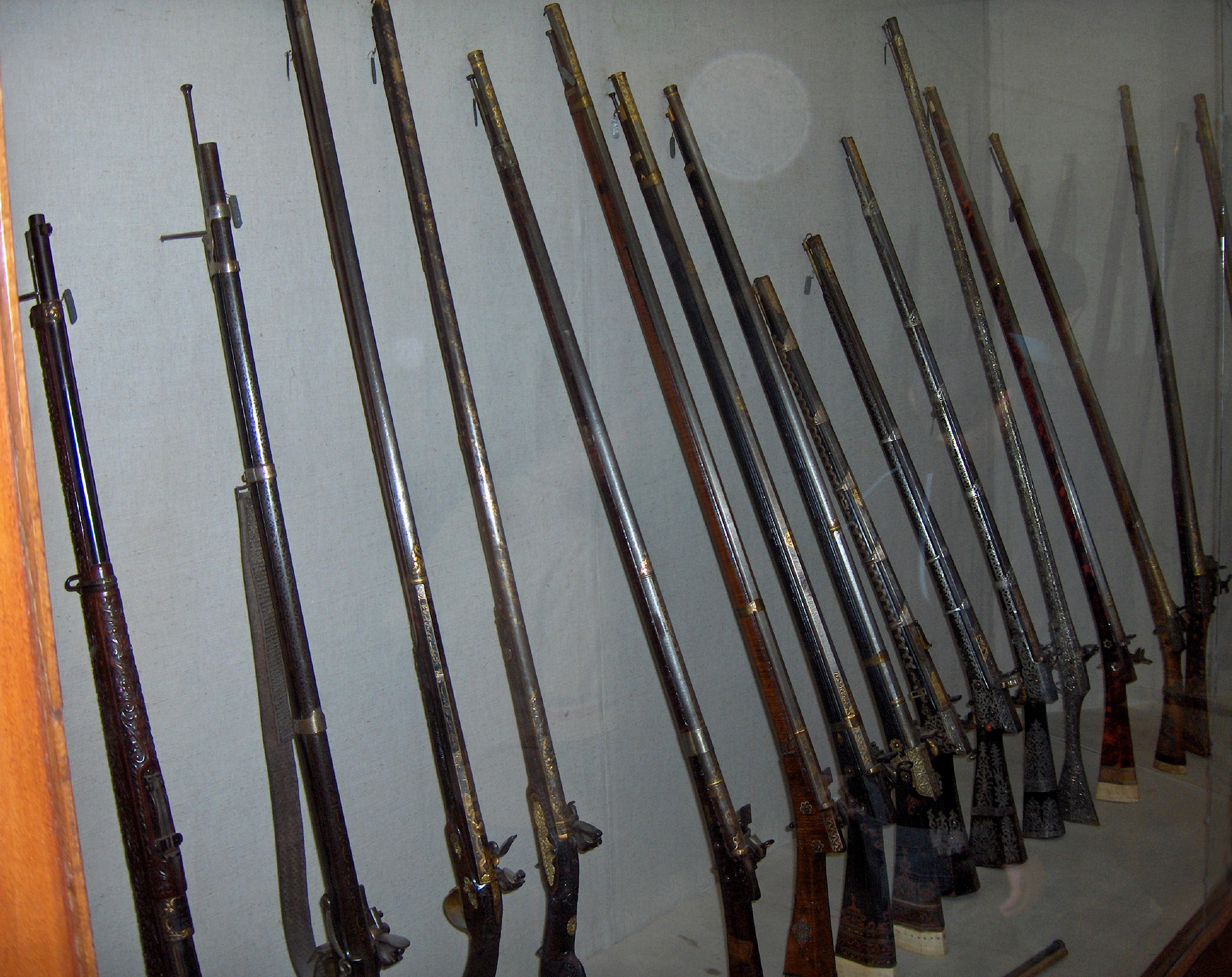
Fusiles de muralla turcos, jezailes, carabinas y mosquetes.
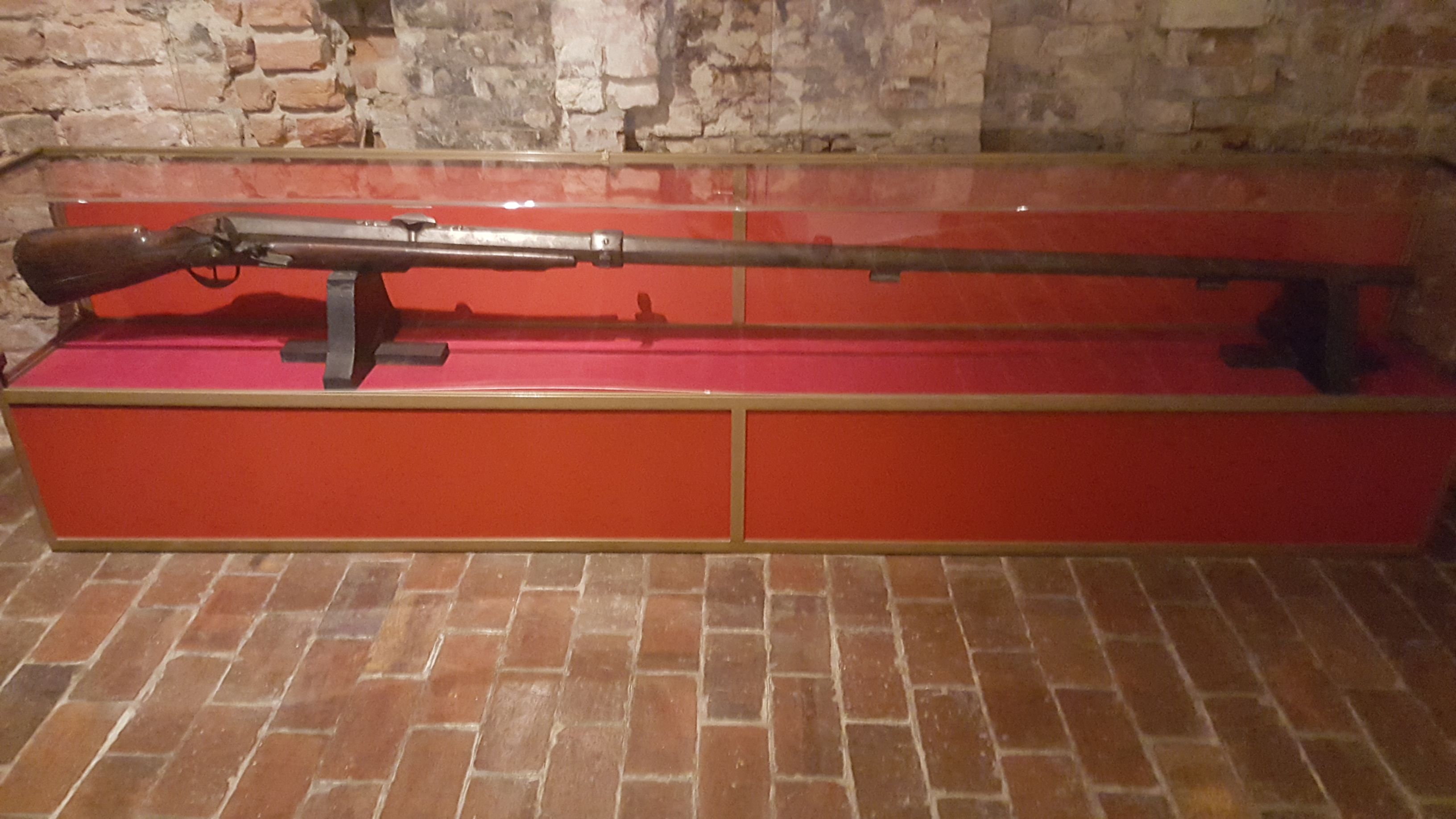
Fusil de muralla polaco del siglo xviii.
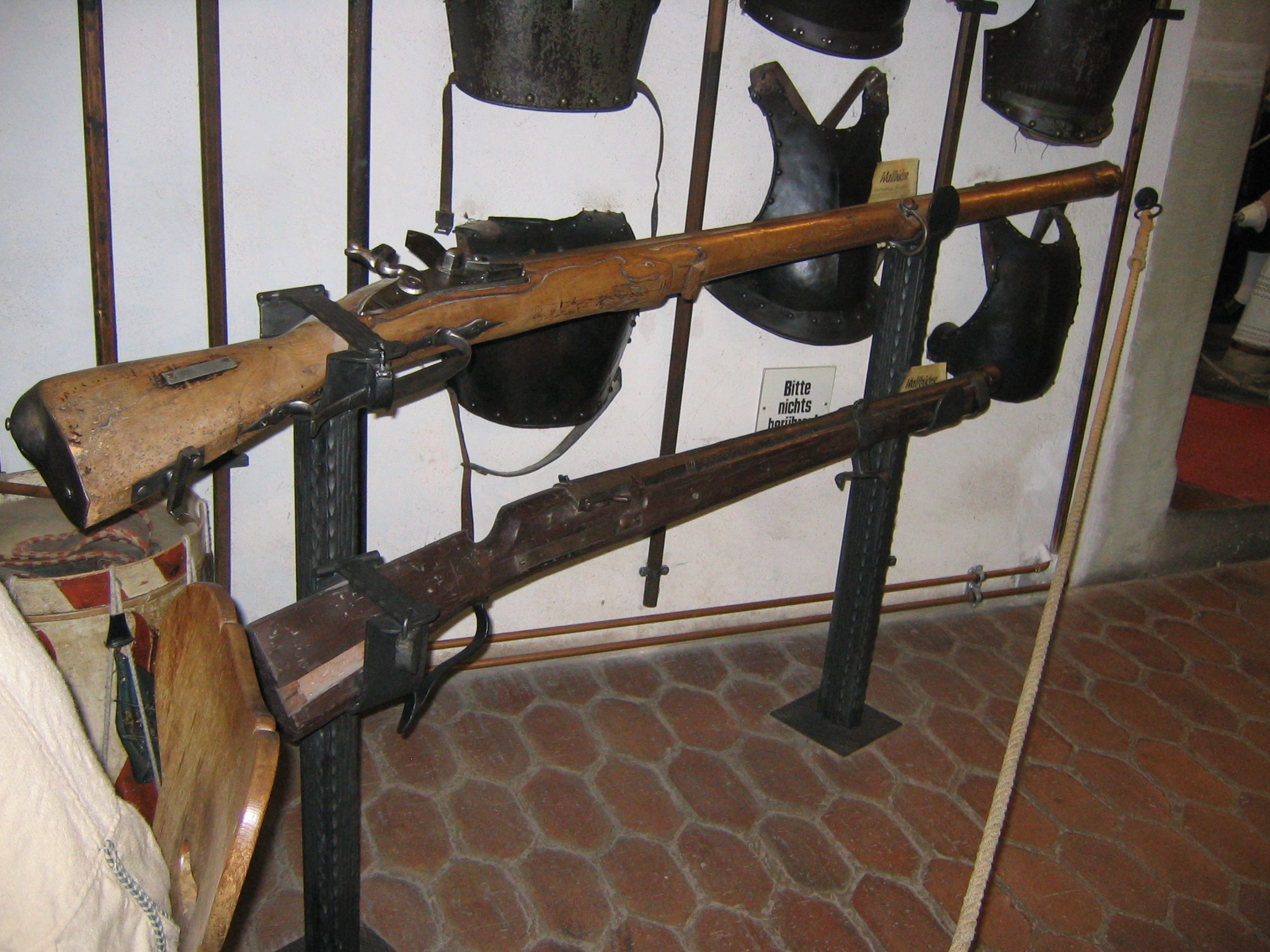
Fusil de muralla de chispa del siglo xvii de Alemania.
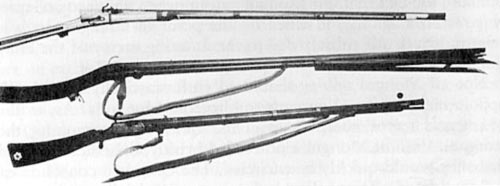
Fusil de muralla chino (centro) con bípode.
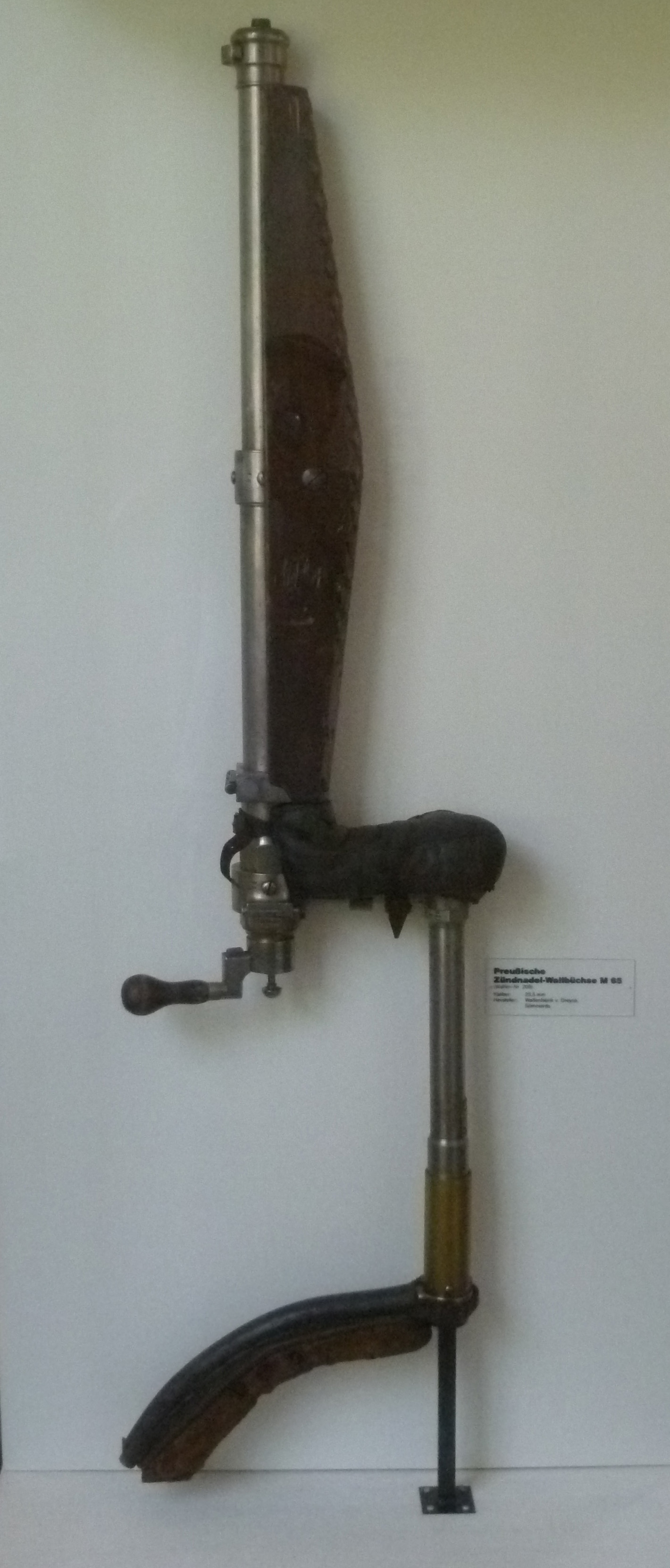
Fusil de muralla de aguja experimental.